# Microgaster dudichi
Microgaster dudichi är en stekelart som beskrevs av Papp 1961. Microgaster dudichi ingår i släktet Microgaster och familjen bracksteklar. Inga underarter finns listade i Catalogue of Life.